# Stazione di Pontedera-Casciana Terme
Stazione di Pontedera-Casciana Terme vasútállomás Olaszországban, Pontedera településen.

## Vasútvonalak
Az állomást az alábbi vasútvonalak érintik:
- Pisa–Firenze-vasútvonal
- Lucca-Pontedera-vasútvonal

## Kapcsolódó állomások
A vasútállomáshoz az alábbi állomások vannak a legközelebb:
- Stazione di Cascina (Stazione di Pisa Centrale)
- Stazione di San Romano-Montopoli-Santa Croce (Stazione di Firenze Santa Maria Novella)